# Red Rocha
Ephraim Joseph Rocha, detto Red (Hilo, 18 settembre 1923 – Corvallis, 13 febbraio 2010), è stato un cestista e allenatore di pallacanestro statunitense, professionista nella BAA e nella NBA.

## Carriera
Venne selezionato dai Toronto Huskies nel Draft BAA 1947.

## Palmarès
- Campionato NBA: 1

Syracuse Nationals: 1955
- 2 volte NBA All-Star (1951, 1952)